# Humate
Humate was een Duits trance-project uit Oldenburg door Gerret Frerichs en Patrick Kjonberg (Hans-Georg Schmidt) dat tranceplaten maakte. Het project is vooral bekend vanwege de plaat Love Stimulation uit 1993.

## Geschiedenis
Initiatiefnemer Gerret Frerichs speelde aanvankelijk in allerlei bands tot hij in de vroege jaren negentig de overstap maakte naar trance. Hans-Georg Schmidt, die zich Patrick Kjonberg noemt, had meer een jazz-achtergrond. Frerichs en Kjonberg startten in 1992 met Humate met het uitbrengen van de Chrome-ep. Ook Oliver Huntemann (1968) was aanvankelijk bij Humate betrokken, maar haakte na de tweede single af.
De doorbraak kwam echter in 1993 met Love Stimulation. Ook de remix door Paul van Dyk deed het goed. Gerret Frerichs was in die periode ook betrokken bij het project Jens van Jens Mahlstedt. Hiermee werd een Europese trancehit gescoord met het nummer Loop's & Tings. In 1994 werd samengewerkt met het Amerikaanse Rabbit In The Moon op de ep Hemispheres EP. De verschillende tracks van Humate werden in 1996 verzameld op The Best Of Humate. Daarna verliet Kjonberg het project en ging Frerichs alleen verder. Wel maakten ze nog enkele tracks onder de namen Gee Shock en Disco Fish.
Het project kreeg een nieuwe boost toen in 1999 een remix van het nummer Love Stimulation een hit werd in het Verenigd Koninkrijk. Het leidde tot enkele nieuwe singles, waarvan vooral Choose Life aan wist te slaan. Van dit nummer werd ook een videoclip gemaakt. Daarna verschenen nog de singles Vivid (2002) en Breed (2005).

## Discografie

### Albums
- The Best Of Humate 1996

### Singles
- Chrome 1992
- Love Stimulation 1993
- Hemispheres EP (ft. Rabbit In The Moon) 1994
- Sound 1995
- 3 1995
- Gee Shock - The American 1997
- Snitzer & McCoy vs. Humate – Oh My Darling, I Love You 1997
- 1996 1997
- 3.1 1998
- Stretcher 1999
- Cevin Snitzer vs. Humate - Reload 2000
- Choose Life 2000
- Vivid 2002
- Breed 2005